# Lucrezia Alidosi
Lucrezia Alidosi (... – Ferrara, dopo 1456) è stata una nobildonna italiana, signora consorte di Forlì.

## Biografia
Era figlia di Ludovico Alidosi, signore di Imola.
Sposò il 3 luglio 1412 il ghibellino Giorgio Ordelaffi, signore di Forlì. Costui, morendo nel gennaio 1423, lasciò la moglie e il governo dello Stato sotto la tutela del duca di Milano Filippo Maria Visconti, che vide l'occasione di tentare la conquista della Romagna.
Lucrezia, di parte guelfa come la sua famiglia, prese il potere a nome del figlio minore Tebaldo, inviato alla casa di suo padre Ludovico Alidosi. Il duca di Milano, visto il testamento di Giorgio Ordelaffi, avanzò pretese sulla tutela di Tebaldo, futuro signore di Forlì e inviò i suoi ambasciatori presso Lucrezia affinché accettasse le sue condizioni. Costei, il 14 maggio 1423, fu tenuta prigioniera dopo una rivolta popolare che instaurò un governo a nome del figlio Teobaldo. Il 2 giugno fuggì da Forlì calandosi nottetempo da una finestra e riparò a Forlimpopoli, rimastele fedele. I fiorentini, temendo un allargamento verso i loro confini da parte dei Visconti, inviarono in aiuto a Lucrezia Pandolfo III Malatesta con uomini in armi, ma vennero sconfitti in battaglia il 6 settembre. Filippo Maria Visconti, oltre a tenere il potere in Forlì, riuscì con l'inganno a impossessarsi anche di Imola il 2 febbraio 1424, facendo prigioniero Ludovico Alidosi. I fiorentini tentarono un nuovo aiuto ai forlivesi con un esercito più potente, ma vennero sconfitti dai milanesi nella battaglia di Zagonara il 28 luglio 1424. I Visconti assediarono e presero anche Forlimpopoli il 13 agosto, che vide la fuga di Lucrezia e del figlio Tebaldo verso Rimini alla corte dei Malatesta. Il 23 luglio 1425 Tebaldo morì di peste a Rimini e la madre decise di ritirarsi nel monastero del Corpus Domini di Ferrara, dove probabilmente morì dopo il 1456, anno di elezione a superiora del convento.

## Discendenza
Lucrezia e Giorgio ebbero due figli:
- Tebaldo (1413-1425), successore del padre nella signoria dal 1423;
- N.N. figlia (1418-1425).